# 前1770年代
| 千纪： | 前2千纪 |
| 世纪： | 前19世纪 \| 前18世纪 \| 前17世纪                                                                                     |
| 年代： | 前1800年代 \| 前1790年代 \| 前1780年代 \| 前1770年代 \| 前1760年代 \| 前1750年代 \| 前1740年代                       |
| 年份： | 前1779年 \| 前1778年 \| 前1777年 \| 前1776年 \| 前1775年 \| 前1774年 \| 前1773年 \| 前1772年 \| 前1771年 \| 前1770年 |

## 重要事件及趋势
兹姆里·利姆授职仪式壁画，从前1775年到前1760年创作。现在巴黎卢浮宫博物馆。

## 重要人物
- 索贝克霍特普一世、伦塞内布、荷尔，古埃及第十三王朝法老。
- 皮坦纳，赫梯国王。
- 伊什梅-达甘一世，亚述国王
- 汉谟拉比，巴比伦国王。
- 瑞姆辛一世，拉尔萨国王。
- 兹姆里·利姆，马里国王。
- 芒，夏朝君主。